# Nola ameleta
Nola ameleta är en fjärilsart som beskrevs av Alfred Ernest Wileman och Reginald James West 1928.
Nola ameleta ingår i släktet Nola och familjen trågspinnare. Inga underarter finns listade i Catalogue of Life.